# Mezdra (obchtina)
Mezdra (bulgare : Мездра) est une obchtina de l'oblast de Vratsa en Bulgarie.